# Anopheles longipalpis
Anopheles longipalpis är en tvåvingeart som först beskrevs av Theobald 1903.  Anopheles longipalpis ingår i släktet Anopheles och familjen stickmyggor. Inga underarter finns listade i Catalogue of Life.